# Rua do Bonjardim
A Rua do Bonjardim é um arruamento na freguesia de Santo Ildefonso da cidade do Porto, em Portugal.

## Pontos de interesse
- Praça de D. João I
- Largo do Dr. Tito Fontes
- Restaurante A Regaleira